# طريف قوطرش
طريف قوطرش (مواليد 31 مارس 1963) لاعب سلة سوري من مدينة دمشق ولعب في صفوف نادي الوحدة ولمنتخب سوريا لكرة السلة. حصل على درجة البكالوريوس من الولايات المتحدة، وأصبح فيما بعد رئيس اتحاد كرة السلة، وكان عضو في مجلس الشعب السوري خلال الدور التشريعي الثاني 2016–2020.